# 31
Glej tudi: število 31
31 (XXXI) je bilo navadno leto, ki se je po julijanskem koledarju začelo na ponedeljek.

## Dogodki
- bitka pri Akciju